# Сусанинское сельское поселение (Хабаровский край)
Суса́нинское се́льское поселе́ние — сельское поселение в Ульчском районе Хабаровского края. Административный центр - село Сусанино, также включает в себя сёла Воскресенское и Аннинские Минеральные Воды.

## Население
| 2010 | 2011  | 2012  | 2013  | 2014  | 2015  | 2016 |
| ---- | ----- | ----- | ----- | ----- | ----- | ---- |
| 1102 | ↘1095 | ↘1072 | ↘1044 | ↘1022 | ↘1015 | ↘979 |
| 2017 | 2018  | 2020  | 2021  |       |       |      |
| ↘968 | ↘941  | ↘861  | ↗881  |       |       |      |